# Amata cymatilis
Amata cymatilis là một loài bướm đêm thuộc phân họ Arctiinae, họ Erebidae.